# Jerzy Radziwiłowicz
Jerzy Stanisław Radziwiłowicz (ur. 8 września 1950 w Warszawie) – polski aktor teatralny, telewizyjny i filmowy, pedagog krakowskiej Państwowej Wyższej Szkoły Teatralnej, tłumacz.

## Życiorys
Urodził się w Warszawie. Jego ojciec urodził się w Druskiennikach na Litwie, matka była rodowitą warszawianką. Wychowywał się na Grochowie, gdzie jego rodzice prowadzili zakład fryzjerski, który potem odziedziczył jego starszy brat. Uczęszczał do XLVII Liceum Ogólnokształcącego im. Stanisława Wyspiańskiego w Warszawie. W czasie nauki w szkole średniej zainteresował się aktorstwem. Należał do szkolnego kółka dramatycznego i występował w sztukach patrona szkoły – Wesele i Klątwa – oraz w światowym repertuarze m.in. Pigmalionie George’a Bernarda Shawa. W 1972 ukończył studia na Wydziale Aktorskim warszawskiej Państwowej Wyższej Szkoły Teatralnej. Studiował tam jednocześnie z Ewą Dałkowską, Markiem Kondratem, Krzysztofem Kolbergerem, Jadwigą Jankowską-Cieślak i Joanną Żółkowską.
Po studiach wyjechał do Krakowa, gdzie w 1972 otrzymał angaż w Starym Teatrze. Debiutował w roli Zagorskiego w Bolszewikach Michaiła Szatrowa w reżyserii Andrzeja Przybylskiego (1972). Rok potem zagrał Tomasza Zana w Dziadach Adama Mickiewicza (1973) w reż. Konrada Swinarskiego, u którego wystąpił jeszcze jako Hołysz w Wyzwoleniu Wyspiańskiego (1974) i w roli Urlopnika w telewizyjnej wersji Sędziów Wyspiańskiego (1974) w Teatrze Telewizji, w 1975 miał zagrać tytułową rolę tytułowego duńskiego księcia i rozpoczął próby do Hamleta Szekspira, co przerwało nagła śmierć reżysera. Grał w inscenizacjach Jerzego Jarockiego: Wilhelma w Procesie Franza Kafki (1973), Trofimowa w Wiśniowym sadzie Antona Czechowa (1975), Iwana Kuźmicza Szpiekina w Rewizorze Nikołaja Gogola (1980), księdza III w Mordzie w katedrze Thomasa S. Eliota (1982), Astolfo w Życie jest snem Calderona de la Barca (1983), Bartodzieja w Portrecie Mrożka (1988), Henryka (Syna i Księcia) w Ślubie Gombrowicza (1991) i Fauście Johanna Wolfganga von Goethego (1997).
Występy na scenie łączył z pracą akademicką. Był wykładowcą w Państwowej Wyższej Szkole Teatralnej im. Ludwika Solskiego w Krakowie, a w latach 1981–1984 prorektorem tej uczelni.
Od 1998 ponownie związany z Warszawą. Jest aktorem stołecznego Teatru Narodowego.
Często grał bohaterów introwertycznych, zamkniętych w sobie. W pamięci widzów zapisał się głównie z ról Mateusza Birkuta i jego syna Macieja Tomczyka w dwóch filmach fabularnych Andrzeja Wajdy: Człowiek z marmuru i Człowiek z żelaza.
Autor przekładów sztuk Moliera Don Juan i Tartuffe albo szalbierz oraz sztuki Pierre’a de Marivaux Umowa, czyli łajdak ukarany.

## Życie prywatne
Zamieszkał w Kaniach pod Brwinowem.
Żonaty ze scenarzystką i reżyserką dubbingu Ewą Markowską-Radziwiłowicz, z którą ma córkę Zofię i syna Piotra.
Został członkiem honorowego komitetu poparcia Bronisława Komorowskiego przed wyborami prezydenckimi w Polsce w 2015 roku.

## Filmografia
- 1973: Drzwi w murze jako Henryk, narzeczony Krystyny
- 1974: Sędziowie. Tragedia jako urlopnik
- 1976: Dagny jako drukarz „Życia”
- 1976: Człowiek z marmuru jako Mateusz Birkut/Maciek Tomczyk, syn Birkuta
- 1977: Pani Bovary to ja jako nieznajomy poznany na dworcu
- 1978: Bez znieczulenia jako student Michałowskiego
- 1978: Wsteczny bieg jako Stefan, kierowca-inwalida
- 1979: Po drodze – występuje w roli samego siebie (aktora uczestniczącego w próbach Idioty)
- 1979: Klucznik jako Jasiek
- 1980: W biały dzień jako Korab
- 1980: Z biegiem lat, z biegiem dni… jako Jerzy Boreński (odc. 3 i 5)
- 1980: Droga jako Szymon Pietruszka
- 1980: Punkt widzenia jako Jacek (odc. 1, 3 i 5)
- 1981: On, Ona, Oni jako Instalator
- 1981: Le grand paysage d'Alexis Droeven jako Jean-Pierre
- 1981: Człowiek z żelaza jako Maciek Tomczyk, syn Birkuta/Mateusz Birkut
- 1981: Ryś jako ksiądz Konrad
- 1982: Pasja jako Jerzy, reżyser
- 1983: To okrutne życie jako Joey
- 1984: Bez końca jako mecenas Antoni Zyro
- 1985: Ognisty anioł jako Ruprecht
- 1986: W zawieszeniu jako Marcel Wysocki
- 1988: Biesy jako Szatow
- 1993: Coitado do Jorge jako Jorge
- 1994: Zwierzenia nieznajomemu jako Modeste
- 1994: Śmierć jak kromka chleba jako proboszcz
- 1995: Kamień na kamieniu jako Szymon Pietruszka
- 1995: Siódmy pokój jako Hans, miłość Edith
- 1996: Jak zapomnieć o Sarajewie jako Samir
- 1996: Poznań 56 jako profesor w wagonie
- 1997: Czas zdrady jako Girolamo Savonarola
- 1997: Ostatni rozdział jako Daniel
- 1998: Sekretna obrona jako Walser
- 2000: Życie jako śmiertelna choroba przenoszona drogą płciową jako sołtys w filmie Bernard i Abelard
- 2000: Człowiek, jakich wielu jako Paweł Markowicz
- 2001: Czarna plaża jako aktywista
- 2001: Marszałek Piłsudski jako Kazimierz Sosnkowski
- 2003: Historia Marii i Juliena jako Julien Muller
- 2004–2008: Glina jako nadkomisarz Andrzej Gajewski (odc. 1–25)
- 2005: Solidarność, Solidarność... jako on sam
- 2008: Wino truskawkowe jako proboszcz
- 2011–2013: Bez tajemnic jako Andrzej Wolski
- 2012: Pokłosie jako proboszcz
- 2013: Wałęsa. Człowiek z nadziei jako Maciek Tomczyk rozdający ulotki w pociągu
- 2017: PolandJa jako profesor
- 2019: Pułapka jako mecenas Andrzej Warski

## Teatr TV
- 1972: Walenty i Walentyna – autor Michał Roszczin, reż. Konstanty Ciciszwili, rola: Karandaszow
- 1973: Panna bez posagu – autor Aleksandr Ostrowski, reż. Irena Wollen, rola: Iwan
- 1974: Bunt na U.S.S. Caine – autor Herman Wouk, reż. Irena Wollen, rola: Podporucznik Keith
- 1974: Homer i Orchidea – autor Tadeusz Gajcy, reż. Mieczysław Górkiewicz, rola: Homer
- 1975: Czajka – autor Antoni Czechow, reż: Irena Wollen, rola: Trieplew
- 1976: Smuga cienia – według Josepha Conrada, reż. Irena Wollen, rola: Kapitan
- 1977: Pelleas i Melisanda – autor Maurice Maeterlinck, reż. Laco Adamík, rola: Pelleas
- 1978: Lorenzaccio – autor Alfred de Musset, reż. Laco Adamík, Agnieszka Holland, rola: Aleksander Medici
- 1979: Przeprowadzka – autor Karol Hubert Rostworowski, reż. Tadeusz Lis, rola: Franek
- 1979: U mety – autor: Karol Hubert Rostworowski, reż. Tadeusz Lis, rola: Franek
- 1980: Z pokorą nasze pochylamy głowy – autor Adam Asnyk, reż. Stanisław Zajączkowski
- 1980: Żegnaj, Judaszu – autor Ireneusz Iredyński, reż: Jolanta Słobodzian, rola: Jan
- 1981: Borys Godunow – autor Aleksandr Puszkin, reż: Laco Adamík, rola: Dymitr Samozwaniec
- 1981: Mówię do ciebie po latach... – autor Czesław Miłosz, reż. Stanisław Zajączkowski
- 1982: Nie-Boska komedia – autor Zygmunt Krasiński, reż. Zygmunt Hübner, rola: Leonard
- 1983: Dziady – autor Adam Mickiewicz, reż. Konrad Swinarski, rola: Tomasz Zan
- 1984: Monte Cassino – autor: Melchior Wańkowicz, reż. Jan Maciejowski
- 1985: Nad wodą wielką i czystą... – autor Adam Mickiewicz, reż. Andrzej Maj
- 1986: Ferdydurke – autor Witold Gombrowicz, reż: Maciej Wojtyszko, rola: Miętus
- 1987: Zbrodnia i kara – autor Fiodor Dostojewski, reż: Andrzej Wajda, rola: Rodion Raskolnikow
- 1987: Mistrz sądu ostatecznego – autor Leo Perutz, reż. Krzysztof Nazar
- 1987: Prometeusz – autor Jerzy Andrzejewski, reż. Krzysztof Babicki, rola: Prometeusz
- 1989: Litość Boga – autor Jean Cau, reż. Maciej Englert, rola: Match
- 1990: Koncert Św. Owidiusza – autor Vallejo Antonio Buero, reż. Piotr Mikucki, rola: Ludwik Maria Vallindin
- 1990: Cztery wezwania z przyczyny św. Jerzego – autor: Jaan Kross, reż. Piotr Mikucki, rola: Michał
- 1990: Traugutt – autor Franciszek Ziejka, reż. Stanisław Zajączkowski, rola: Romuald Traugutt
- 1991: Przerwa w podróży – autor Maria Nurowska, reż: Andrzej Maj, rola: Hans Benek
- 1992: Katastrofa, Co gdzie – autor Samuel Beckett, reż: Antoni Libera, rola: Reżyser
- 1992: Gdy rozum śpi – autor Antonio Buero Vallejo, reż. Piotr Mikucki, rola: Arietta Don Eugenio
- 1992: Ślub – autor Witold Gombrowicz, reż. Jerzy Jarocki, rola: Henryk, syn i Książę
- 1994: Dzieci słońca – autor Maksym Gorki, reż. Andrzej Domalik, rola: Borys
- 1994: Wyszedł z domu – autor Tadeusz Różewicz, reż. Stanisław Różewicz, rola: Henryk
- 1994: Rosmersholm – autor Henrik Ibsen, reż. Jan Maciejowski, rola: Jan Rosmer
- 1994: Spadkobiercy – autor Mikołaj Gogol, Thornton Wilder, reż. Ireneusz Engler, rola: Adwokat Cahusac
- 1994: Ostatni dzień Anny Kareniny – autor Lew Tołstoj, reż. Márta Mészáros, rola: Wroński
- 1994: Rodzeństwo – autor Thomas Bernhard, reż. Jacek Gąsiorowski, rola: Ludwik
- 1994: Gość oczekiwany – autor Zofia Kossak-Szczucka, reż. Artur Hofman, rola: Głos Jezusa
- 1995: Sen srebrny Salomei – autor Juliusz Słowacki, reż. Krzysztof Nazar, rola: Sawa
- 1996: Krystyna – autor August Strindberg, reż. Piotr Mikucki, rola: Magnus Gabriel de la Gardie
- 1996: Wiśniowy sad – autor Antoni Czechow, reż. Andrzej Domalik, rola: Łopachin
- 1996: Dróżnik – autor Charles Dickens, reż. Jeremy Flynn, rola: Dróżnik
- 1997: Sonata petersburska – autor Fiodor Dostojewski, reż. Andrzej Domalik, rola: Rogożyn
- 1997: Tu się urodziłem – autor Włodzimierz Odojewski, reż. Jan Maciejowski, rola: Paweł
- 1997: Biała – autor Adolf Rudnicki, reż. Andrzej Maj, rola: Jan
- 2000: Dragon – autor Władysław Terlecki, reż. Stanisław Różewicz, rola: Sędzia
- 2000: Pracownia krawiecka – autor Jean-Claude Grumberg, reż. Wojciech Pszoniak, rola: Prasowacz
- 2002: Noc czerwcowa – autor Jarosław Iwaszkiewicz, reż. Andrzej Wajda, rola: Piotr
- 2002: Portugalia – autor Zoltán Egressy, reż. Zbigniew Brzoza, rola: Pincet
- 2005: Na wsi – autor Martin Crimp, reż. Piotr Mikucki, rola: Richard
- 2006: Juliusz Cezar – autor William Szekspir, reż. Jan Englert, rola: Marek Brutus
- 2007: Umarli ze Spoon River – autor Edgar Lee Masters, reż. Jolanta Ptaszyńska, rola: John Cabanis
- 2007: Narty Ojca Świętego – autor Jerzy Pilch, reż. Piotr Cieplak, rola: Jan Nepomucen Wojewoda
- 2009: Głosy wewnętrzne – autor Krzysztof Zanussi, reż. Krzysztof Zanussi, rola: Ojciec
- 2009: Kwatera bożych pomyleńców – autor Władysław Zambrzycki, reż. Jerzy Zalewski, rola: Afrykaner
- 2012: Saksofon, reż. Izabella Cywińska rola: Pan w Kapeluszu
- 2015: Wizyta, reż. Agnieszka Maskovic, rola: Kuźniar

## Teatr
PWST w Warszawie
- 1971: W małym dworku – autor Stanisław Ignacy Witkiewicz, reż. Jan Skotnicki, rola: Ojciec, Dyapanazy Nibek
- 1972: Akty – według tekstów Stanisława Wyspiańskiego, Stanisława Ignacego Witkiewicza, Witolda Gombrowicza i Sławomira Mrożka, reż. Jerzy Jarocki, rola: Czepiec, Henryk

Stary Teatr im. Heleny Modrzejewskiej w Krakowie
- 1972: Bolszewicy – autor Michaił Szatrow, reż. Andrzej Przybylski, rola: Zagorski
- 1972: Gody życia – autor Stanisław Przybyszewski, reż. Wanda Laskowska, rola: Orlicz
- 1973: Dziady – autor Adam Mickiewicz, reż. Konrad Swinarski, rola: Tomasz Zan
- 1973: Proces – autor Franz Kafka, reż. Jerzy Jarocki, rola: Wilhelm
- 1973: Mąż i żona – autor Aleksander Fredro, reż. Wanda Laskowska, rola: Alfred
- 1974: Dwoje na huśtawce – autor William Gibson, reż. Anna Polony, rola: Jerry
- 1974: Pierwszy dzień wolności – autor Leon Kruczkowski, reż. Marek Okopiński, rola: Jan
- 1974: Wyzwolenie – autor Stanisław Wyspiański, reż. Konrad Swinarski, rola: Hołysz, Maska
- 1975: Wiśniowy sad – autor Antoni Czechow, reż. Jerzy Jarocki, rola: Trofimow
- 1976: Dzień dobry i do widzenia – autor Athol Fugard, reż. Anna Polony, rola: Johnnie Smit
- 1977: Nastazja Filipowna – według Fiodora Dostojewskiego, reż. Andrzej Wajda, rola: Książę Lew Myszkin
- 1977: Wesele – autor Stanisław Wyspiański, reż. Jerzy Grzegorzewski, rola: Pan Młody
- 1978: Iwona, księżniczka Burgunda – autor Witold Gombrowicz, reż. Krystian Lupa, rola: Książę Filip
- 1978: Z biegiem lat, z biegiem dni… – autor Joanna Olczak-Ronikier, reż. Andrzej Wajda, Anna Polonyrola: Jerzy Boreński
- 1979: Sen o Bezgrzesznej – autor Stefan Żeromski, reż. Jerzy Jarocki, rola: Bolesław Drobner, Pielgrzym, Prelegent, Uczestnik obrzędu
- 1979: Lot nad kukułczym gniazdem – autor Wasserman Dale, reż. Krzysztof Zanussi, rola: Doktor Spivey
- 1979: Dla miłego grosza – autor Apollo Korzeniowski, reż. Agnieszka Holland, rola: Józef Staropolski
- 1980: Sytuacja bez wyjścia – autor Jan Leczer, reżyseria
- 1980: Rewizor – autor Mikołaj Gogol, reż. Jerzy Jarocki, rola: Iwan Kuźmicz Szpiekin
- 1981: Aktorzy Teatru Starego w scenach i monologach z „Hamleta” – autor William Szekspir, reż. Andrzej Wajda, rola: Narrator
- 1982: Mord w katedrze – autor Thomas Stearns Eliot, reż. Jerzy Jarocki, rola: Ksiądz III
- 1982: Oresteja – autor Ajschylos, reż. Zygmunt Hübner, rola: Orestes
- 1983: Życie jest snem – autor Pedro Calderón de la Barca, reż. Jerzy Jarocki, rola: Astolfo
- 1984: Zbrodnia i kara – autor Fiodor Dostojewski, reż. Andrzej Wajda, rola: Rodion Raskolnikow
- 1986: Woyzeck – autor Georg Büchner, reż. Tadeusz Bradecki, rola: Doktor
- 1986: Zemsta – autor Aleksander Fredro, reż. Andrzej Wajda, rola: Papkin
- 1988: Portret – autor Sławomir Mrożek, reż. Jerzy Jarocki, rola: Bartodziej
- 1988: Dybuk – autor Szymon An-ski, reż. Andrzej Wajda, rola: Sender (z Brynicy)
- 1989: Słuchaj, Izraelu! – autor Jerzy S. Sito, reż. Jerzy Jarocki, rola: Prezes
- 1989: Hamlet (IV) – autor William Szekspir, reż. Andrzej Wajda, rola: Fortynbras
- 1991: Ślub – autor Witold Gombrowicz, reż. Jerzy Jarocki, rola: Henryk (Syn i Książę)
- 1993: Sen srebrny Salomei – autor Juliusz Słowacki, reż. Jerzy Jarocki, rola: Regimentarz
- 1993: Jak wam się podoba – autor William Szekspir, reż. Tadeusz Bradecki, rola: Książę Senior
- 1995: Dziady, dwanaście improwizacji – autor Adam Mickiewcz, reż. Jerzy Grzegorzewski, rola: Konrad, Więzień-Konrad
- 1997: Faust – autor Johann Wolfgang von Goethe, reż. Jerzy Jarocki, rola: Faust

Teatr Narodowy w Warszawie
- 1998: Halka Spinoza albo Opera Utracona albo Żal za uciekającym bezpowrotnie życiem – autor Jerzy Grzegorzewski, reż. Jerzy Grzegorzewski, rola: Przewodnik chóru górali
- 2000: Dawne czasy – autor Harold Pinter, reż. Agnieszka Lipiec-Wróblewska, rola: Deeley
- 2002: Nie-Boska komedia – autor Zygmunt Krasiński, reż. Jerzy Grzegorzewski, rola: Pankracy
- 2002: Morze i zwierciadło – autor Wystan Hugh Auden, reż. Jerzy Grzegorzewski, rola: Kaliban
- 2004: Narty Ojca Świętego – autor Jerzy Pilch, reż. Piotr Cieplak, rola: Jan Nepomucen Wojewoda
- 2005: On. Drugi powrót Odysa – reż. Jerzy Grzegorzewski, rola: On
- 2006: Tartuffe albo szalbierz – autor Molière, reż. Jacques Lassalle, rola: Orgon
- 2006: Czekając na Godota – autor Samuel Beckett, reż. Antoni Libera, rola: Pozzo
- 2007: Miłość na Krymie – autor Sławomir Mrożek, reż. Jerzy Jarocki, rola: Włodzimierz Iljicz Uljanow-Lenin
- 2008: Otello – autor William Szekspir, reż. Agnieszka Olsten, rola: Otello
- 2008: Ifigenia – autor Antonina Grzegorzewska, reż. Antonina Grzegorzewska, rola: Agamemnon
- 2009: Umowa, czyli łajdak ukarany – autor Pierre de Marivaux, reż. Jacques Lassalle, rola: Trivelin
- 2009: Balladyna – autor Juliusz Słowacki, reż. Artur Tyszkiewicz, rola: Grabiec
- 2010: Kreacja – autor Ireneusz Iredyński, reż. Bożena Suchocka, rola: Nikt
- 2011: Sprawa – autor Juliusz Słowacki, reż. Jerzy Jarocki, rola: Książę/Kanclerz
- 2012: Natan Mędrzec – autor Gothold Ephraim Lessing, reż. Natalia Korczakowska, rola: Natan
- 2013: Bezimienne dzieło – autor Stanisław Ignacy Witkiewicz, reż. Jan Englert, rola: Pułkownik Manfred hr. Giers
- 2018 Burza – autor William Szekspir, reż. Paweł Miśkiewicz, rola: Prospero

Teatr Studio im. Stanisława Ignacego Witkiewicza w Warszawie”
- 1996: Don Juan – autor Molière, reż. Jerzy Grzegorzewski, rola: Don Juan
- 1998: Antygona – autor Sofokles, reż. Zbigniew Brzoza, rola: Kreon

Teatr Lalki, Maski i Aktora Groteska w Krakowie
- 1994: Pilot i książę – autor Antoine de Saint-Exupéry, reż. Adolf Weltschek, rola: Głos Króla, Pijaka, Próżnego, Bankiera, Geografa

Teatr Polski w Bielsku-Białej Teatr na Woli im. Tadeusza Łomnickiego w Warszawie
- 2003: Schody – autor Charles Dyer, reż. Piotr Łazarkiewicz, rola: Harry

Warszawska Opera Kameralna
- 2008: Zbrodnia i kara – autor Bernadetta Matuszczak, reż. Jitka Stokalska, rola: Narrator

Teatr Lalek we Wrocławiu
- 2008: Zemsta – autor Aleksander Fredro, reżyseria

Instytut Teatralny im. Zbigniewa Raszewskiego w Warszawie
- 2011: Prolog – autor Czesław Miłosz, reż. Michał Zadara, rola: Mąż stanu

Transformtheater w Berlinie
- 1986: Król Dawid – autor Helmut Kajzar, reż. Henryk Baranowski, rola: Król Dawid

Théâtre du Résidence Palace w Brukseli
- 1988: Vendredi ou les limbes du Pacifique – według Michela Tourniera, reż. Albert-André Lheureux, rola: Robinson Cruzoe

Théâtre National Populaire w Lyonie
- 1991: Roberto Zucco – autor Bernard-Marie Koltès, reż. Bruno Boeglin, rola: Roberto Zucco

Comédie de Saint-Étienne
- 1992: M. Comme… Baxter (This story of yours) – autor John Hopkins, reż. John Berry, rola: Johnson
- 1994: Don Juan – autor Molière, reż. Jerzy Grzegorzewski, rola: Don Juan

Odéon w Paryżu Le Volcan w Hawrze
- 1999: Święta Joanna szlachtuzów – autor Bertolt Brecht, reż. Alain Milianti, rola: Mauler

Théâtre National de Chaillot w Paryżu
- 2001: Tamerlan Wielki – autor Christopher Marlowe, reż. Jean-Baptiste Sastre, rola: Mycet, Bajazet, Orcane, Gubernator Babilonu

## Dubbing
- 1978–1980: Wyprawa Profesora Gąbki
- 1995: Kamień na kamieniu – Szymon Pietruszka w młodości
- 1999: Bill Diamond – Bill Diamond
- 2005: Jan Paweł II – Stefan Wyszyński
- 2013: Hobbit: Pustkowie Smauga – Saruman
- 2014: Hobbit: Bitwa Pięciu Armii – Saruman
- 2019: Gwiezdne wojny: Skywalker. Odrodzenie – Luke Skywalker
- 2021: Czarna Wdowa – Thaddeus „Thunderbolt” Ross

## Odznaczenia i nagrody
- Krzyż Oficerski Orderu Odrodzenia Polski (nadanie 2015[9]; wręczenie 2017[10])
- Krzyż Kawalerski Orderu Odrodzenia Polski (2005)[11]
- Srebrny Krzyż Zasługi (1989)
- Srebrny Medal „Zasłużony Kulturze Gloria Artis” (2013)[12]
- Kawaler Orderu Sztuki i Literatury (1993, Francja)
- Nagroda im. Leona Schillera za wybitne osiągnięcia w teatrze i w filmie (1977)
- Nagroda główna na XXV Kaliskich Spotkaniach Teatralnych (KST) w Kaliszu za rolę Raskolnikowa w spektaklu Zbrodnia i kara według Fiodora Dostojewskiego w Starym Teatrze im. Heleny Modrzejewskiej w Krakowie (1985)
- Nagroda na XXVI KST w Kaliszu za rolę Doktora w spektaklu Woyzeck Georga Büchnera w Starym Teatrze im. Heleny Modrzejewskiej w Krakowie (1986)
- Nagroda główna na XXVII Festiwalu Polskich Sztuk Współczesnych (FPSW) we Wrocławiu za rolę Bartodzieja w spektaklu Portret Sławomira Mrożka w Starym Teatrze im. Heleny Modrzejewskiej w Krakowie (1988)
- Nagroda Ministra Kultury i Sztuki (1989)
- Nagroda Miasta Krakowa (1990)
- Nagroda im. Aleksandra Zelwerowicza za rolę Henryka w spektaklu Ślub Witolda Gombrowicza w Starym Teatrze im. Heleny Modrzejewskiej w Krakowie (1991)
- Nagroda na XIX Opolskich Konfrontacjach Teatralnych (OKT) w Opolu za rolę Regimentarza w spektaklu Sen srebrny Salomei Juliusza Słowackiego w Starym Teatrze im. Heleny Modrzejewskiej w Krakowie (1994)
- Nagroda im. Stanisława Ignacego Witkiewicza (2000)
- Nagroda im. Aleksandra Zelwerowicza dla najlepszego aktora – za rolę Kalibana w spektaklu Morze i zwierciadło Wystana Hugh Audena w Teatrze Narodowym w Warszawie (2003)
- Wiktor – nagroda w kategorii „najpopularniejszy aktor telewizji” (2005)
- Nagroda ministra kultury i dziedzictwa narodowego (2006)
- Nagroda na VI Festiwalu Teatru Polskiego Radia i Teatru Telewizji w Sopocie za rolę Marka Brutusa w spektaklu Juliusz Cezar Williama Szekspira (2006)
- Nagroda Prezydenta Miasta Gdańska „Neptuny” (2007)[13]
- Nagroda specjalna miesięcznika „Teatr” za „nadzwyczajną twórczą wszechstronność zarówno w działalności aktorskiej, jak i translatorskiej” (2009)
- Nagroda literacka ZAiKS-u dla tłumaczy (2014)[14]
- Nagroda im. Tadeusza Boya-Żeleńskiego za „kreacje aktorskie na deskach Teatru Narodowego” (2024)[15][16]